# Edward H. Joy
Edward H. Joy, född 1871, död 1949, var en brittisk överste i Frälsningsarmén, sångförfattare och kompositör.
Joy hade förutom att han varit sekreterare vid Frälsningsarméns internationella högkvarter i London förordnanden inom FA i Kanada och som redaktör för The War Cry (Stridsropet) i Sydafrika.

## Sånger
- Jesus, du min högsta glädje är
- Varje timme, varje dag vilja, krafter, Herre, tag